# Luis Miguel Salvador García
Luis Miguel Salvador García ( Còrdova, 17 d'abril de 1963) és un polític  espanyol, membre de Ciudadanos, alcalde de Granada desde 2019.
Anteriorment fou diputat per Granada en el Congreso de los Diputados durant la XI i la XII legislatura.
Llicenciat en Ciències Polítiques i de l'Administració per la Universitat de Granada, va realitzar el Programa Executiu de Gestió del Institut d'Empresa i el Programa de Missions Internacionals per Observadors Electorals per a l'Escola Diplomàtica i el Ministeri d'Afers Exteriors. És funcionari de carrera en la Diputació de Granada; entre els càrrecs ocupats estan el de Cap de Gabinet de la Diputació de Granada el 1999 i Coordinador Provincial de la Junta d'Andalusia a Granada entre 2000 i 2003.
Després de les eleccions generals de 2004 va obtenir un escó com a senador per la província de Granada en representació del Partit Socialista Obrer Espanyol, càrrec que va ocupar fins a 2011. El desembre de 2015, va ser elegit diputat per Granada al Congrés dels Diputats, en representació de Ciutadans - Partit de la Ciutadania, i fou reelegit el 2016. Durant la IX legislatura va ser un dels promotors del Pla Avança per al desenvolupament de la Societat de la Informació i del Coneixement a Espanya.

## Ajuntament de Granada
Cap de llista de Ciudadanos en las eleccions municipals de 2015 a Granada, va resultat ser escollit com a regidor del ajuntament de Granada. El 15 de juny de 2019 es va convertir en alcalde de Granada amb vots favorables del seu partit, del Partit Popular (Espanya) i de Vox.